# Сан-Марко-д’Алунцио
Сан-Марко-д’Алунцио (итал. San Marco d'Alunzio) — коммуна в Италии, располагается в области Сицилия, в провинции Мессина.
Население составляет 2202 человека (2008), плотность населения составляет 85 чел./км². Коммуна занимает площадь 26 км². Почтовый индекс — 98070. Телефонный код — 0941.
Покровителями коммуны почитаются святой апостол Марк и святитель Николай Мирликийский, празднование 31 июля.

## Демография
Динамика населения:

## Администрация коммуны
- Официальный сайт: http://www.comune.sanmarcodalunzio.me.it/